# ホッカンホールディングス
ホッカンホールディングス株式会社（英称：HOKKAN HOLDINGS LTD.）は、東京都千代田区に本社を置く製缶、充填事業を行うホッカングループの持株会社。業界2位の規模を有する。

## 概要
ホッカングループには、容器事業を行う北海製罐株式会社、充填事業の株式会社日本キャンパック、機械製作事業のオーエスマシナリー株式会社がある。ホッカンHDは、それら3事業の本部機能を持ち、グループ企業相互の連携を図る持株会社である。なお、札幌市に本社を置く製海苔会社の株式会社ホッカンとの資本・人的関係は一切ない。

## 沿革
- 1913年（大正2年） - 函館の堤商会によりカムチャッカにオゼルナイ製缶工場設置。
- 1914年（大正3年） - 第一次大戦勃発によりオゼルナイから函館に移動。
- 1920年（大正9年） - 函館工場焼失。堤商会が日魯漁業を吸収合併し、その缶詰に使用するための製缶工場建設地を小樽に求める。
- 1921年（大正10年）10月 - 北海道小樽市に資本金100万円にて仮の製缶工場及び倉庫を建設し北海製罐倉庫株式会社を設立[1]。缶詰用空缶の製造、販売並びに倉庫業を開始[1]。
- 1931年（昭和6年）1月 - 小樽工場新設[1]。
- 1941年（昭和16年）7月 - 企業統制令により企業合同による8社合併で、東洋製罐株式会社を設立し、その小樽工場として操業継続[1]。
- 1949年（昭和24年）4月 - 東洋木材企業株式会社（現・株式会社トーモク）を設立し、空缶用外装木箱の製造、販売開始[1]。
- 1950年（昭和25年）
  - 2月 - 過度経済力集中排除法により東洋製罐株式会社より分離独立し、資本金5,000万円にて北海製罐株式会社を設立、本社を東京に設置[1]。
  - 5月 - 東京証券取引所に株式上場[1]。 釧路工場竣工
- 1951年（昭和26年）5月 - 札幌証券取引所に株式上場[1]。
- 1973年（昭和48年）9月 - 株式会社日本キャンパック（現・連結子会社）を設立、缶詰飲料の受託充填事業開始[1]。
- 1974年（昭和49年）11月 - 株式会社小樽製作所（現・オーエスマシナリー株式会社、現・連結子会社）を設立[1]。
- 1988年（昭和63年）2月 - 日本たばこ産業株式会社と共同出資にて飲料充填を目的とした株式会社ジェイティキャニング（現・西日本キャンパック）を設立[1]。
- 2002年（平成14年）4月 - 株式会社日本キャンパックが、JTの子会社であった株式会社ジェイティキャニングの株式を取得し連結子会社とするとともに、社名を株式会社西日本キャンパックに変更[1]。
- 2005年（平成17年）10月 - 会社分割により北海製罐株式会社を新設し、ホッカンホールディングス株式会社へ商号変更のうえ純粋持株会社へ移行[1]。同月、 三菱マテリアル株式会社と共同で飲料用アルミ缶製造・販売会社であるユニバーサル製缶株式会社を設立[1]。
- 2006年（平成18年）3月 - 株式会社トーモクが持分法適用の範囲から除外[1]。
- 2016年（平成28年）4月 - 業界首位の東洋製罐グループホールディングスとの経営統合を基本合意したと発表[3][2]。
- 2017年（平成29年）4月20日 - 公正取引委員会から、缶詰用の「食品缶」の取引で大和製缶や東洋製罐と関係の弱い取引先との営業活動自粛などの談合をしたとして、私的独占の禁止及び公正取引の確保に関する法律（独占禁止法）違反容疑で立ち入り検査を受ける[4]。
- 2018年（平成30年）3月 - 東洋製罐グループホールディングスとの経営統合の中止を発表[5]。

## 関連会社
- 北海製罐
- 日本キャンパック
- 西日本キャンパック
- オーエスマシナリー
- 日東製器
- ユニバーサル製缶（持分法適用関連会社）

### かつての子会社
- トーモク

## 脚註
1. 1 2 3 4 5 6 7 8 9 10 11 12 13 14 15 16 17 18 19 20 21 22  ホッカンホールディングス株式会社『2022年3月期決算（2021年4月1日 - 2022年3月31日）有価証券報告書』（レポート）、2022年6月30日。
2. 1 2  東洋製缶とホッカン統合 国内縮小、海外競争力を強化日本経済新聞 2016年4月26日
3. ↑  『東洋製罐グループホールディングス株式会社とホッカンホールディングス株式会社の経営統合に関する基本合意書締結のお知らせ』（PDF）（プレスリリース）ホッカンホールディングス株式会社、2016年4月25日。2018年7月15日閲覧。
4. ↑  矢島大輔 (2017年4月20日). “食品缶取引で談合疑い 公取委、大手3社に立ち入り”. 朝日新聞 (朝日新聞社):  p. 夕刊 11
5. ↑  『東洋製罐グループホールディングス株式会社とホッカンホールディングス株式会社の経営統合の中止に関するお知らせ』（PDF）（プレスリリース）ホッカンホールディングス株式会社、2018年3月30日。2018年7月15日閲覧。